# 57號隧道

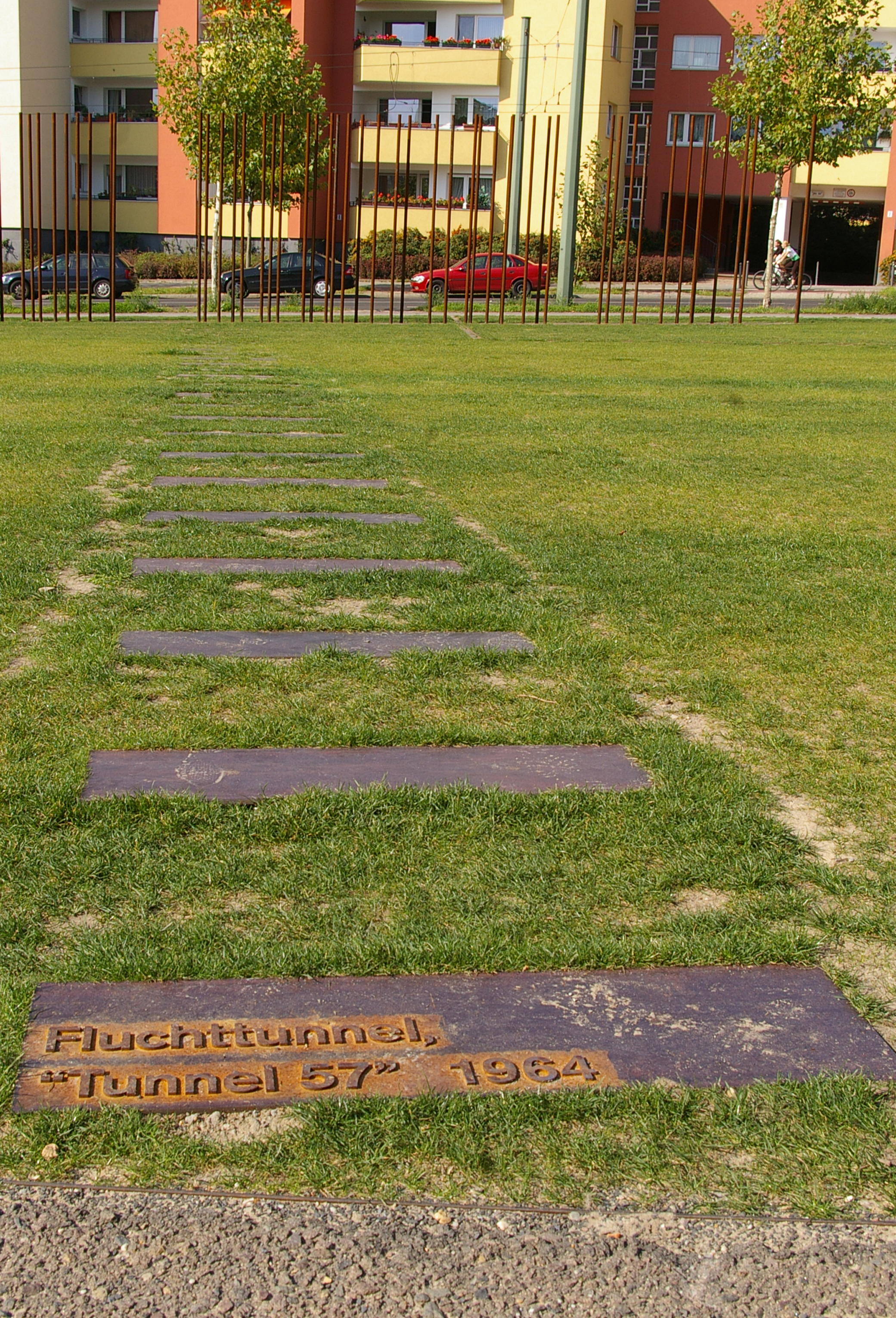
柏林牆紀念碑附近，隧道大致地址的標記，背景是伯瑙尔大街

57號隧道是柏林墙下的一条隧道，1964年10月3日至4日，57名东柏林市民通過该隧道逃亡西柏林。當時的学生、未来的宇航员莱因哈德·富勒尔是协助东柏林人逃往西柏林的關鍵人物之一。在東柏林人逃跑过程中，东德边防警卫赶到现场。一名協助東柏林人逃亡的西德人克里斯蒂安·佐贝尔朝警察开火，子弹刺穿了年轻的东德警衛人員埃贡·舒尔茨的肺部，後來埃贡·舒尔茨又不慎被另一名東德警衛誤殺。东德政府不敢向外界公開这场誤殺事件。 